# Ein starkes Team: Geschlechterkrieg
Geschlechterkrieg ist ein deutscher Fernsehfilm von Reinhard Münster aus dem Jahr 2009. Es handelt sich um die 42. Folge der Krimiserie Ein starkes Team mit Maja Maranow und Florian Martens in den Hauptrollen.

## Handlung
Kriminalhauptkommissarin Verena Berthold und Kollege Otto Garber haben den Mord an der Unternehmensberaterin Silvia Berg aufzuklären. Einbruchsspuren an einem Fenster ihres Hauses deuten auf einen Raubmord.
Da in der Gegend in letzter Zeit mehrere Einbrüche verübt wurden, bekommt Ermittler Yüksel Yüzgüler bald eine Liste mit den gestohlenen Gegenständen. Kommissar Ben Kolberg kann über eine Internetauktion den Einbrecher festnehmen, der auch bald seine Raubzüge gesteht. Den Mord will er nicht begangen haben. Eine Kette, die Frau Berg immer getragen hat und nach dem Mord fehlt, wird bei ihm nicht gefunden.
Ein zweiter Verdächtiger ist Thomas Rosenbach, ein Kollege von Frau Berg, der von ihr erpresst wurde. Sie besitzt ein Video, auf dem zu sehen ist, wie er seine Mitarbeiterin Jessica Pohl sexuell belästigt. Diese erzählt jedoch, dass sie von ihrer Chefin Berg ermuntert wurde, sich an Rosenbach heranzumachen, um dadurch nach ihrer Ausbildung übernommen zu werden. Frau Berg konnte so weiterhin behaupten, anstelle von Rosenbach einen Auftrag an Land gezogen zu haben, was ihrer Karriere förderlich war. Frau Pohl entschuldigte sich aber kurz vor dem Mord an Berg bei Rosenbach und klärte alles auf, was ihn noch verdächtiger macht. Letztendlich kann er aber doch ein Alibi vorweisen, da er sich zum fraglichen Zeitpunkt mit dem Chef einer Konkurrenzfirma, die ihn abwerben wollte, getroffen hat.
In den Blickpunkt der Ermittler rückt nun Yüzgülers Neffe Halil, der bei Harald Bergs Firma 200.000 Euro angelegt hatte, in der Hoffnung hier das schnelle Geld zu machen. Berg verspekulierte sich aber und übertrug sein Vermögen an seine Frau Silvia, um dem Bankrott zu entgehen. Sie ließ sich aber bald danach von ihm scheiden. Halil war tatsächlich am fraglichen Abend bei Silvia Berg, die ihn jedoch zu ihrem Ex-Mann schickte. Für die fragliche Zeit hat Halil ein Alibi, da er eine Liebesnacht mit seiner Angestellten verbrachte.
Das übertragene Vermögen war allerdings ein Motiv für den tatsächlichen Mörder Harald Berg, seine Ex-Frau zu erschießen. Sie wollte ihm das Sorgerecht für den gemeinsamen Sohn Alexander entziehen und mit ihm in die Schweiz ziehen, von wo ihr ein lukratives Stellenangebot vorlag, was Harald Berg nicht zulassen wollte. Zudem erbt das Kind das Vermögen, das nun sein Vater verwaltet hätte.

## Hintergrund
Geschlechterkrieg wurde vom 2. bis 26. September 2008 in Berlin gedreht und am 18. April 2009 um 20:15 Uhr im ZDF erstausgestrahlt.
Sputnik, dessen Rolle als Geschäftsmann in der Serie als ein Running Gag angelegt ist, eröffnet in dieser Folge „Sputnik Protect GmbH“, eine Firma für Allroundsicherheitssysteme  mit Alarmanlagen und Videoüberwachung.

## Kritik
Die Kritiker der Fernsehzeitschrift TV Spielfilm vergeben die beste Wertung (Daumen nach oben) und meinen: „Ein wendungsreicher Krimi über Karrieregeilheit, Frust, Habgier und Eifersucht mit launigen Dialogen (Buch: Birgit Grosz, Leo P. Ard) und spaßigen Auftritten (u. a. des Komikers Kurt Krömer.)“ Fazit: „Aufschlussreich mit Herz und Hirn.“